# Machilus lichuanensis
Machilus lichuanensis är en lagerväxtart som beskrevs av Wan Chun Cheng. Machilus lichuanensis ingår i släktet Machilus och familjen lagerväxter. Inga underarter finns listade i Catalogue of Life.